# European Junior Cup 2011
La European Junior Cup del 2011 è stata la prima edizione di questo evento monomarca, riservato ai piloti emergenti. Sviluppatosi su 6 prove in totale, con inizio nei Paesi Bassi il 17 aprile e conclusione in Francia il 2 ottobre.
Al termine del campionato si è laureato campione europeo il pilota australiano Matt Davies in forza al team Davies Autos, che ha preceduto di 28 punti il tedesco Tom Busch. Al terzo posto si piazza lo spagnolo Ruben Fenoll, staccato di 49 punti dal leader del campionato.

## Calendario
| Nº | Data        | Gran Premio | Circuito    | Pole Position | Vincitore gara | Leader del campionato |
| -- | ----------- | ----------- | ----------- | ------------- | -------------- | --------------------- |
| 1  | 17 aprile   | Paesi Bassi | Assen       | Matt Davies   | Tom Busch      | Tom Busch             |
| 2  | 8 maggio    | Italia      | Monza       | Matt Davies   | Matt Davies    | Tom Busch             |
| 3  | 18 giugno   | Spagna      | Aragón      | Matt Davies   | Matt Davies    | Tom Busch             |
| 4  | 31 luglio   | Regno Unito | Silverstone | Adam McLean   | Matt Davies    | Matt Davies           |
| 5  | 4 settembre | Germania    | Nürburgring |               | Matt Davies    | Matt Davies           |
| 6  | 2 ottobre   | Francia     | Magny-Cours | Tom Busch     | Josh Harland   | Matt Davies           |

## Classifica finale
| Posizione | Nome                   | Punti | Posizione | Nome               | Punti |
| --------- | ---------------------- | ----- | --------- | ------------------ | ----- |
| 1°        | Matt Davies            | 121   | 12°       | Josh Harland       | 25    |
| 2°        | Tom Busch              | 93    | 13°       | Sylvain De Aguilar | 24    |
| 3°        | Ruben Fenoll           | 72    | 14°       | Miguel Aranda      | 20    |
| 4°        | Daniel Mettam          | 69    | 15°       | Lee Jackson        | 19    |
| 5°        | Brandon Kyee           | 48    | 16°       | Daniel Texeira     | 17    |
| 6°        | Ross Patterson         | 34    | 17°       | Kyran De Lange     | 16    |
| 7°        | Jean Francois Damoulin | 34    | 18°       | Adam McLean        | 16    |
| 8°        | Amelie Damoulin        | 33    | 19°       | Themba Khumalo     | 16    |
| 9°        | Qays Hashmi            | 33    | 20°       | Valter Patronen    | 11    |
| 10°       | Loris Hunt             | 30    | 21°       | Augusto Fernández  | 9     |
| 11°       | Jake Lewis             | 29    | 22°       | Susi Steibl        | 8     |

## Sistema di punteggio
| Pos.  | 1  | 2  | 3  | 4  | 5  | 6  | 7 | 8 | 9 | 10 | 11 | 12 | 13 | 14 | 15 | 16> |
| ----- | -- | -- | -- | -- | -- | -- | - | - | - | -- | -- | -- | -- | -- | -- | --- |
| Punti | 25 | 20 | 16 | 13 | 11 | 10 | 9 | 8 | 7 | 6  | 5  | 4  | 3  | 2  | 1  | 0   |